# 다그마 만첼

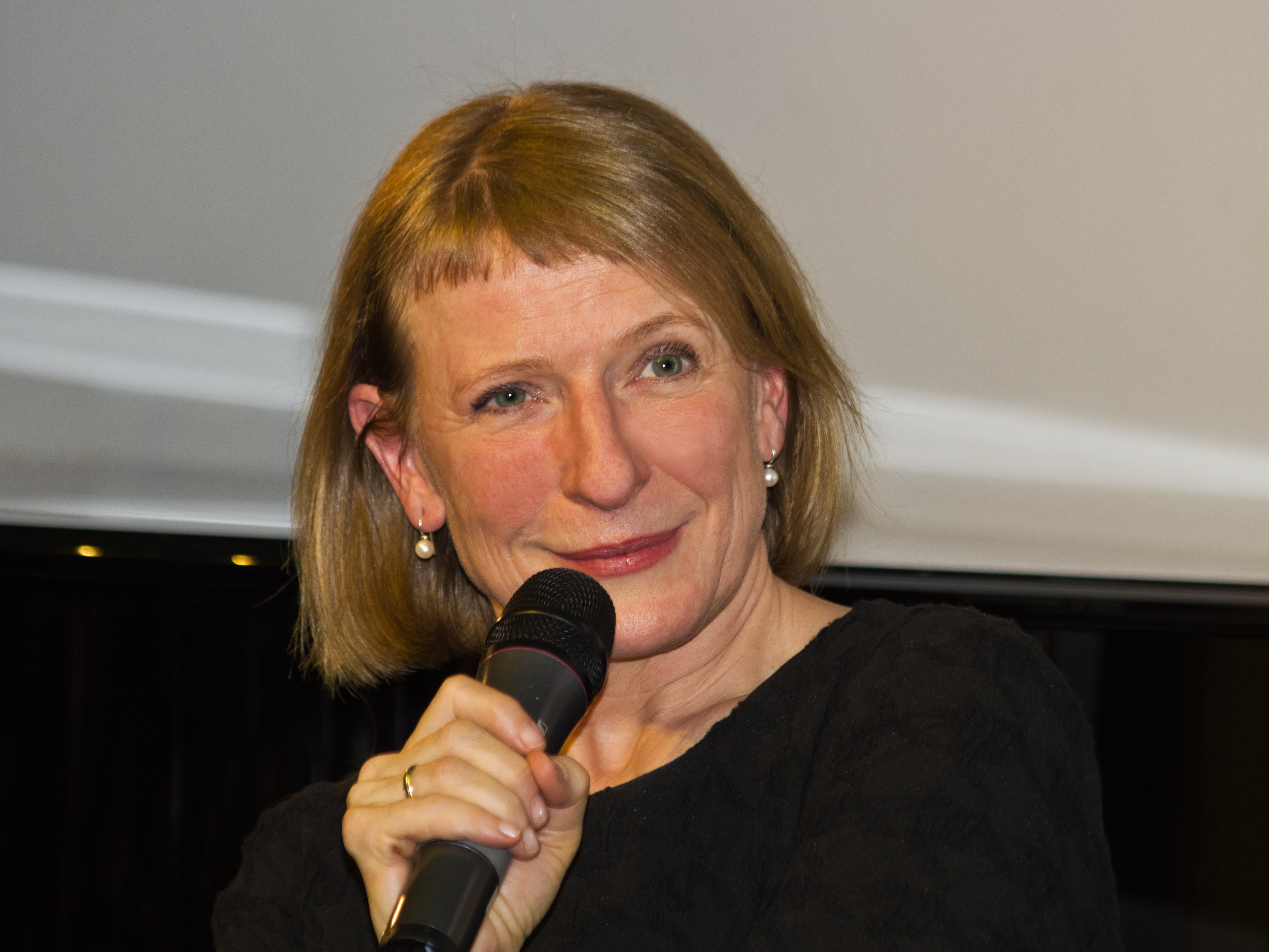

다그마 만첼(Dagmar Manzel, 1958년 9월 1일 ~ )은 독일의 연극 배우, 영화배우, 배우이다.
베를린에서 태어났다.

## 영화
- 여전히 푸른 인생 (2018년)
- 사일런트 썸머 (2013년) - 크리스틴 역
- 크랙스 인 더 쉘 (2011년)
- 블라우비어블라우 (2011년)
- 리멤버 (2011년) - 한나 레빈 역
- 존 라베 - 난징 대학살 (2009년) - 도라 라베 역
- 프라이쉬위머 (2007년)
- 어코딩 투 더 플랜 (2007년)
- 빌렌브로크 (2005년)
- 슈톤크 (1992년)
- 커밍 아웃 (1989년)